# Straach
Straach ist eine Ortschaft der Lutherstadt Wittenberg in Sachsen-Anhalt. Sie umfasst die Ortsteile Straach, Berkau und Grabo.

## Geografie
Straach liegt etwa 10 Kilometer nördlich des Stadtzentrums im Naturpark Fläming. Durch das Dorf fließt der Rischebach, der unweit des Dorfes entspringt. Lediglich ein kleiner Teil des Baches wurde bisher eingebettet, so dass der natürliche Bachlauf größtenteils erhalten blieb.

## Geschichte
Straach wurde im Jahre 1390 erstmals urkundlich erwähnt und erhielt seinen Namen aus dem Altsorbischen (Straach = Strauch).  Es war ein Amtsdorf und gehörte zum „Alten Amt Wittenberg“.
Die Bewohner beschäftigten sich über Jahrhunderte hinweg vorrangig mit Ackerbau und Viehzucht.
Als Folge der reichen Tonlager um Straach entstanden um 1820 die ersten Töpfereien, so eine Flaschentöpferei, eine Kachel- und Topfgeschirrtöpferei sowie eine Ziegelei.
Archäologische Grabungen und Gutachten aus dem Jahr 2003 ergaben, dass der Ort bereits um 200 n. Chr. besiedelt war. Unter Nutzung des vorkommenden Tones wurde bereits zu dieser Zeit Keramik als Handelsware hergestellt. Reste von Brennöfen, Keramikscherben und Gebäudereste (Werkstatt) wurden im nördlichen Ortsbereich während archäologischer Grabungen aufgefunden und registriert.
Nach der zunehmenden industriellen Produktion von Glasflaschen wurde hauptsächlich Haushaltsgeschirr hergestellt, das man heute noch in vielen Haushalten bewundern kann und oft schon antiquarischen Wert besitzt. Hinzu kamen viele Handwerker, die ihr Gewerbe in Straach ausübten.
Straach lag verkehrsmäßig günstig. Das Dorf berührte den alten Handels- und Postweg, der von Wittenberg über Rabenstein nach Belzig führte. Auch die alte Poststraße von Treuenbrietzen nach Coswig führte über Straach. Dort fuhren damals die Postkutschen auf dem Weg zwischen Berlin und Halle.  Somit war Straach ein bedeutender Kreuzungspunkt für Post und Handel. Um das Jahr 1840 war die Einwohnerzahl auf etwa 300 angestiegen.
1904 wurde ein neues Molkereigebäude eingeweiht. Der Fabrikschornstein war bis 2008 weit über Straach hinaus sichtbar und prägte das Ortsbild.
1910 gründete man den Straacher Turnverein, welcher lange Jahre hindurch eine Ausnahmestellung in der Region einnahm und das gesellschaftliche Leben im Dorf mitbestimmte.
1911 feierten die Straacher die Inbetriebnahme der neuen Eisenbahnstrecke von Wittenberg nach Straach.
Ende 1945 sagt die Chronik zu den Einwohnerzahlen, dass es in Straach 451 Einheimische und dazu 551 Umsiedler gab. Teile des Grund und Bodens wurden enteignet und im Rahmen der Bodenreform neu verteilt.
Nach 1990 erfolgte die kommunale Verwaltung der damals noch selbstständigen Gemeinde zunächst in der Verwaltungsgemeinschaft Südfläming, ab 2005 in der Verwaltungsgemeinschaft Elbaue-Fläming.
Am 1. Januar 2010 wurde die Gemeinde Straach mit ihren Ortsteilen Berkau und Grabo nach Lutherstadt Wittenberg eingemeindet.

## Religion
Das ursprünglich zum Archidiakonat Leitzkau des Bistums Brandenburg gehörende Straach wurde durch die im 16. Jahrhundert durchgeführte Reformation lutherisch. 1528 wurde anlässlich der Kirchenvisitation in Straach bereits ein lutherischer Pfarrer genannt. Die vor-reformatorische Kirche wurde im 19. Jahrhundert abgerissen und durch die heutige Christuskirche ersetzt.

### Evangelisch-lutherische Kirchengemeinde
Die Christuskirche in Straach und ihre Kirchengemeinde gehören zum Kirchenkreis Wittenberg der Evangelischen Kirche in Mitteldeutschland.

### Römisch-katholische Kuratie
Nach der Reformation siedelten sich erst wieder gegen Ende des 19. Jahrhunderts einige Katholiken in Straach an, nachdem im nahegelegenen Reinsdorf 1894 von der WASAG (Westfälisch-Anhaltische Sprengstoff AG) ein Sprengstoffwerk errichtet worden war. Sie gehörten zunächst zur Pfarrei Wittenberg, später dann zur Pfarrvikarie Piesteritz.
Nach dem Zweiten Weltkrieg kamen durch die Flucht und Vertreibung Deutscher aus Mittel- und Osteuropa wieder Katholiken in größerer Zahl nach Straach und in die umliegenden Ortschaften. Am 1. Oktober 1947 bekam Straach mit Johannes Kruse einen eigenen katholischen Geistlichen, er wurde zum außerplanmäßigen Vikar von Piesteritz mit Sitz in Straach ernannt. Damit wurde in Straach eine katholische Gemeinde gegründet, die am 1. November 1947 zur Kuratie der Pfarrei Wittenberg erhoben wurde. Ab 1948 wurden in Straach auch Kirchenbücher geführt. In der Wohnung von Vikar Erich Kemper, der seit 1949 Kuratus von Straach war, wurde 1950 ein Raum zu einer Kapelle umgebaut, in der ab dem 17. Dezember 1950 Heilige Messen stattfanden.
1959 mietete Kemper eine auf dem Grundstück Berkauer Straße 18 stehende Scheune an, in der eine größere Kapelle eingerichtet wurde, die am 15. November 1959 durch Pfarrer Gabriel aus Wittenberg ihre Benediktion erhielt. Schutzpatronin der Kapelle war die heilige Hedwig von Andechs.
Nachdem Kuratus Kemper 1977 versetzt worden war, bekam die Kuratie Straach aufgrund des Priestermangels keinen Geistlichen mehr. Inzwischen wurde die Kapelle auch wieder geschlossen und die Kuratie Straach aufgehoben, Katholiken in Straach gehören wieder zur Pfarrei Wittenberg.

## Politik
Ortsbürgermeister ist Sebastian Eckardt. Er wurde am 6. Februar 2025 durch den Ortschaftsrat in sein Amt gewählt.

## Sehenswürdigkeiten
Etwas untypisch für den Fläming ist die im Ortskern stehende rote Backsteinkirche im spätromanischen Baustil. Generell ist der Fläming bekannt für seine Feldsteinkirchen, aber auch diese „Rote“ ist eine nicht mindere Sehenswürdigkeit. Der Kirchturm war einst ein wenig höher, aber dafür gibt es seit wenigen Jahren wieder eine Kirchturmuhr, die mit hellem Klang und weißem Zifferblatt schon von weitem zu hören und sehen ist.
Die erste Kirche Straachs (eine flämingtypische Feldsteinkirche) stand auf dem Friedhof des Dorfes. Der „rote“ Neubau der Kirche erfolgte Ende des 19. Jahrhunderts (Einweihung am 14. Mai 1886). Abriss und Neubau der Kirche erfolgten, weil ihre Vorgängerin zu klein und weil sie in Kriegszeiten beschädigt worden war. Der erste Täufling in der neuerrichteten Kirche war Gustav Lehmann.

## Wirtschaft und Infrastruktur

### Wirtschaft
Das örtliche Gewerbe wird durch drei große ansässige Betriebe repräsentiert: die Straacher Metallverarbeitung GmbH, die Straacher Produktions- und Handels GmbH  und die Agrargenossenschaft Straach.

### Verkehr
In Straach kreuzen sich die Landesstraßen L 123 zwischen Coswig und Kropstädt sowie L 124 zwischen der Landesgrenze zu Brandenburg bei Groß Marzehns und Lutherstadt Wittenberg.
Die Anschlussstelle Klein Marzehns der Autobahn A 9 Berlin–München ist in nordwestlicher Richtung 9 km entfernt. Zur Bundesstraße 2, die Berlin und Lutherstadt Wittenberg verbindet, in Kropstädt sind es in östlicher Richtung etwa 14 km.
Der Ort war Endpunkt der Bahnstrecke Lutherstadt Wittenberg–Straach, die 1911 eröffnet und auf der der Personenverkehr 1959 eingestellt wurde.

### Bildung
Die öffentliche Hand unterhält in Straach einen Kindergarten. Die nächstgelegene Grundschule befindet sich in Nudersdorf.

### Vereine
Das sportlich-kulturelle Leben gestalten die ansässigen Vereine: der Kultur- und Sportverein, der Sportverein Rote Teufel, der Heimatverein, der Feuerwehrverein sowie der Wanderverein. Die örtlichen Vereine nutzen die Turn- und Mehrzweckhalle sowohl für die sportliche Betätigung als auch für die Durchführung von Veranstaltungen.